# Hilke Amthor
Hilke Amthor, geborene Helberg (* 2. Dezember 1934 in Marburg (Lahn); † 20. November 2016) war Vorsitzende Richterin am Oberlandesgericht Frankfurt am Main und Lokalpolitikerin in Kronberg im Taunus.

## Leben und Wirken
Hilke Amthor wurde 1991 zur Vorsitzenden Richterin am Oberlandesgericht ernannt und war Vorsitzende eines Familiensenats des Oberlandesgerichts Frankfurt am Main. Im Jahr 1977 war sie eines von sieben Gründungsmitgliedern des Vereins Deutscher Familiengerichtstag.
Amthor trat 1970 in die SPD ein. Sie war Mitglied der Stadtverordnetenversammlung der Stadt Kronberg im Taunus von 1972 bis 1977, von 1989 bis 1997 und von 2001 bis 2006. In den Jahren 2006 bis 2011 war sie ehrenamtliche Stadträtin im Magistrat der Stadt Kronberg. Im Februar 2008 wurde ihr für mehr als 20 Jahre kommunalpolitisches Engagement die Ehrenbezeichnung Stadtälteste verliehen.